# جورج وندت
جورج روبرت ويندت جونيور (17 أكتوبر 1948 - 20 مايو 2025)، هو ممثل أمريكي. اشتهر بتجسيد شخصية نورم بيترسون في المسلسل الكوميدي «شيرز Cheers» على قناة NBC من عام 1982 إلى عام 1993، والذي أكسبه ستة ترشيحات متتالية لجائزة إيمي لأفضل ممثل مساعد في مسلسل كوميدي .

## روابط خارجية
جورج وندت على موقع IMDb (الإنجليزية)
- جورج وندت على موقع ألو سيني (الفرنسية)
- جورج وندت على موقع ميوزك برينز (الإنجليزية)
- جورج وندت على موقع أول موفي (الإنجليزية)
- جورج وندت على موقع قاعدة بيانات برودواي على الإنترنت (الإنجليزية)
- جورج وندت على موقع قاعدة بيانات الأفلام السويدية (السويدية)
- جورج وندت على موقع إن إن دي بي (الإنجليزية)
- جورج وندت على موقع قاعدة بيانات الفيلم (الإنجليزية)
- جورج وندت على موقع كينوبويسك (الروسية)
- جورج وندت على موقع كينوبويسك (الروسية)